# Umberto Guglielmotti
Umberto Guglielmotti (Perugia, 12 febbraio 1892 – Roma, 23 settembre 1976) è stato un giornalista, politico e aviatore italiano.
Ultimo segretario dell'Associazione Nazionalista Italiana, fu deputato alla Camera del Regno per il Partito Nazionale Fascista (PNF) dal 1929 al 1943.
Fu direttore de La Nazione, de Il Giornale d'Italia e de La Tribuna.

## Biografia
Da universitario aderì a Roma all'Associazione Nazionalista Italiana e collaborò con il quotidiano dell'ANI L'Idea Nazionale. Nel 1915 si arruolò volontario nella prima guerra mondiale, raggiungendo il grado di capitano presso l'81º Reggimento fanteria ricevendo due Medaglie di bronzo al valor militare, successivamente commutate in Medaglie d'argento dopo la fine del conflitto.
Pioniere dell'aviazione, prese parte nell'agosto 1919, alla manifestazione aerea ELTA di Amsterdam volando a bordo di un Ansaldo S.V.A. 10.
Al IV congresso nazionalista dell'aprile 1920 fu chiamato a far parte della giunta esecutiva, e nominato segretario generale del movimento. Nel 1923 dopo qualche perplessità nell'adesione dell'ANI nel PNF, proseguì la sua attività politica nel fascismo e fino al 1926 fu vicedirettore dell'Ufficio stampa e propaganda del PNF. Nel luglio 1924 fondò il settimanale "Roma fascista" e nel 1926 divenne segretario federale del PNF dell'Urbe. Contemporaneamente era direttore della rivista Opera nazionale combattenti "Italia augusta".
Nel 1929 divenne deputato alla Camera del Regno e riconfermato nel 1934. Nel 1939 fu Consigliere nazionale della Camera dei Fasci e delle Corporazioni fino all'agosto 1943
Fu direttore del La Nazione dal 1º settembre 1929 al 10 ottobre 1932. L'anno dopo fu nominato segretario del Sindacato nazionale fascista dei giornalisti, che guidò sino alla caduta del fascismo.
Divenne direttore de La Tribuna dal 9 giugno 1936 al 25 luglio 1943. In dicembre fu nominato direttore de Il Giornale d'Italia, dove rimase fino al giugno 1944, quando fuggì a Salò e fece parte del Comitato consultivo per la propaganda della Repubblica Sociale Italiana.
Finita la guerra fu radiato dall'ordine dei giornalisti fino al 1949 quando fu riammesso e riprese l'attività come redattore del Secolo d'Italia e fu direttore del settimanale missino "Lotta politica". Fu eletto consigliere comunale di Roma per il Movimento Sociale Italiano nel 1952 e nel 1956, fino al 1960.